# Friedrich Romberg (Ingenieur, 1871)

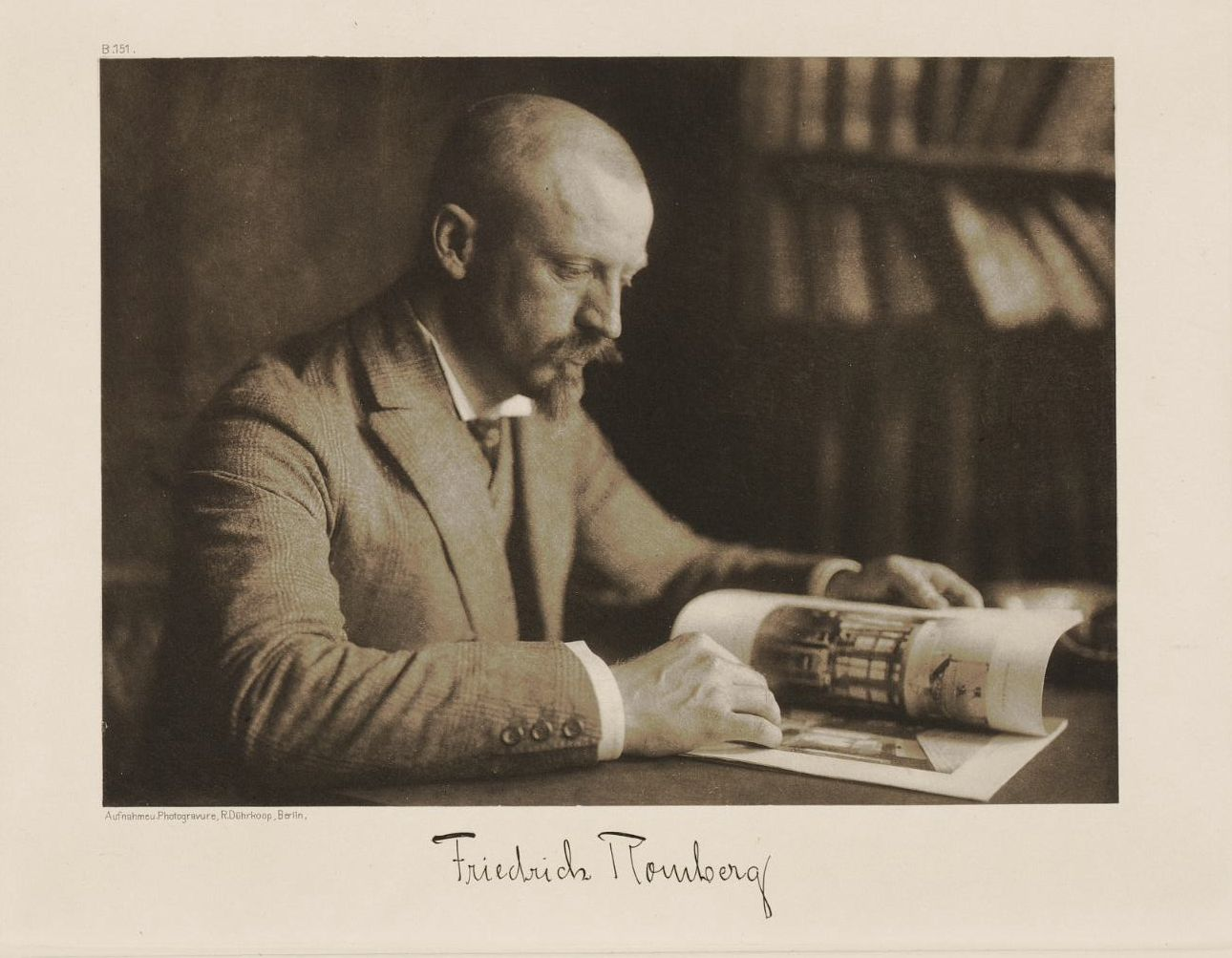
Friedrich Romberg, 1907, Foto von Rudolf Dührkoop

Friedrich Romberg (* 19. September 1871 in Hamm in Westfalen; † 5. November 1956 in Berlin) war ein deutscher Maschinenbau-Ingenieur, Hochschullehrer und zeitweise Rektor an der Technischen Hochschule (Berlin-)Charlottenburg.

## Leben und Wirken
Friedrich Romberg studierte Maschinenbau an der Königlichen Technischen Hochschule Berlin und war nach dem Studium Oberingenieur bei der Firma Schüchtermann & Kremer-Baum AG in Dortmund. 1899 wechselte er zum Konstruktionsbüro von Alois Riedler. Am 1. August 1901 wurde Romberg zum Ordinarius an der Technischen Hochschule (Berlin-)Charlottenburg ernannt. Er besetzte die neu eingerichtete Professur für Maschinenelemente und war in der Abteilung IV für Schiff- und Schiffsmaschinenbau für das Lehrgebiet Maschinenelemente und Verbrennungskraftmaschinen als Vorsteher dem Versuchsfeld für Maschinenelemente zugeordnet (ab 1922 in der Fakultät III für Maschinenwirtschaft, ab 1928 in der Fakultät III für Maschinenwesen, Fachabteilung Schiffbau) der 1920 umbenannten Technischen Hochschule Berlin. In den Jahren 1909 bis 1911 und im Studienjahr 1913/1914 war er Dekan der Abteilung IV.
Im Sommer 1912 erhielt Romberg den preußischen Roten Adlerorden IV. Klasse.
Im Studienjahr 1913/1914 wurde Friedrich Romberg zum Rektor der Technischen Hochschule gewählt. Prorektor seines Rektorats war der Maschinenbauingenieur Emil Josse. Von 1914 bis 1918 war er parallel in der preußischen Feldzeugmeisterei tätig, wo er bis zum Chefingenieur des Waffen- und Munitionsbeschaffungsamtes (WUMBA) aufstieg. Der Arbeiter- und Soldatenrat wählte ihn 1919 zum Leiter der Technischen Institute. Ab 1920 ging er wieder seiner Tätigkeit als Hochschullehrer nach. 1936 wurde Romberg auf eigenen Wunsch emeritiert. Im selben Jahr ernannte ihn die Technische Hochschule Berlin zum Ehrensenator.
In den Jahren 1938 bis 1942 wurden unter der Leitung Rombergs die 17-Meter-Fischkutter Typ D entwickelt (siehe auch 17-m-Kutter (Volkswerft Stralsund); Typ D stand ab 1940 für die Normung des 17 Meter langen Kutters). Romberg übernahm am 1. Mai 1946 das von der sowjetischen Militäradministration in Deutschland (SMAD) in Berlin-Karlshorst eingerichtete Ingenieurtechnische Büro Fischereischiffbau, MRP des Ministeriums für Fischwirtschaft der Sowjetunion.
Am 1. April 1949 wurde Romberg erneut als Ordinarius für Maschinenelemente (Lehrstuhl II) als Nachfolger von Josef Hanner (1874–1954) sowie als Leiter des Praktikantenamts in der Abteilung A für Maschinenbau der Fakultät V für Maschinenwesen berufen. Am 15. September 1951 verlieh ihm die Technische Hochschule Hannover die Würde eines Doktoringenieurs ehrenhalber. Am 30. desselben Monats wurde Romberg endgültig emeritiert.
Friedrich Romberg gehörte seit 1906 der Schiffbautechnischen Gesellschaft (STG) an und war von 1928 bis 1938 deren Vorstandsmitglied. Die STG ernannte ihn 1955 zum Ehrenmitglied. Er war ebenfalls Mitglied des Vereins Deutscher Ingenieure (VDI) und des Berliner Bezirksvereins des VDI.
Friedrich Romberg starb 1956 im Alter von 85 Jahren in Berlin und wurde auf dem Evangelischen Kirchhof Nikolassee beigesetzt. Das Grab ist nicht erhalten.